# 甘利虎泰
甘利 虎泰（あまり とらやす）は、戦国時代の武将。甲斐武田氏の家臣で譜代家老。後代には武田二十四将、信虎時代の武田四天王の一人とされる。
甘利氏は甲斐源氏・一条忠頼の流れをくむ武田氏の庶流にあたる一族。平安時代後期には甘利荘が設置された、甲斐国巨摩郡甘利郷を領していたと考えられている。

## 生涯
板垣信方、飯富虎昌、原虎胤らと共に武田信虎時代から仕え、天文10年（1541年）の晴信による信虎追放の主導的役割を果たし、武田家の宿老で、『甲斐国志』に拠れば最高職位「両職」を務めた譜代家臣とされるが、信虎期の来歴や「両職」としての活動を示す史料は少ない。
史料上の初見は天文9年（1540年）11月20日で、高野山成慶院において妻の母「妙善禅尼」の供養を行っている。天文10年（1541年）4月3日にも妻の父とみられる「善由上座」の供養を成慶院で行っている。
『高白斎記』によれば、天文11年（1542年）11月19日には甲府へ虎泰の屋敷を新築した記事が見られる。「明王寺文書」によれば、翌天文12年（1543年）4月2日には明王寺に対して禁制を出している。『高白斎記』によれば、同年4月6日に虎泰は上井伊勢守・駒井高白斎と共に信濃国諏訪郡の板垣信方に対して「諏訪郡司（郡代）」に任命した武田晴信の上意を伝えている。諏訪氏を滅ぼし諏訪郡を領国化した武田氏は上原城を拠点し、板垣信方は上原城の城代として着任した。
『甲陽軍鑑』は虎泰を「荻原常陸介に劣らぬ剛の武者」と評し、足軽大将の山本勘助も虎泰の見事な采配ぶりに感嘆している。『甲陽軍鑑』や『武田三代軍略』などの軍記物によると、信虎時代の天文7年（1538年）に諏訪氏、小笠原氏が甲斐に攻め込んだ韮崎の戦いで二番合戦で手柄を上げ、晴信が家督を継いだ直後に諏訪氏・小笠原氏・信濃村上氏が侵攻してきた天文11年（1542年）に発生したとされる瀬沢の戦いでも奮戦しているが、これらの合戦は確実な史料からは確認されず、実在を疑問視する説もある。長男とされる信益（のぶます、1518～1542）もこの時に戦死したとされる。天文11年9月17日には高野山引導院において子息の与十郎「孝庵全忠大禅定門」の供養を行っている。
山梨県笛吹市石和町松本の大蔵経寺に伝来する天文13年（1544年）3月2日付の堂宇建立に関する棟札には虎泰の名が見られる。天文14年（1545年）7月5日には山梨市北の窪八幡神社へ奉納する晴信自筆の三十六歌仙和歌を受け取っている。
『勝山記』によれば、天文16年（1547年）8月の信濃佐久郡の志賀城攻めに参加し、関東管領・上杉憲政が後詰の援軍を派遣したため、虎泰は板垣信方と共に別動隊を編成して伏撃し、小田井原の戦いで大勝してこれを打ち破った。
『高白斎記』『王代記』『甲陽軍鑑』によれば、天文17年（1548年）2月14日、武田晴信は信濃小県郡に侵攻して村上義清との間で上田原の戦いが行われ、板垣信方を討ち取って意気上がる村上勢から晴信を守り、才間河内・初鹿野伝右衛門らと共に戦死したという。

## 虎泰の子孫
虎泰の子息には信忠（昌忠）・信康がおり、信忠が家督を継承する。信忠は永禄10年（1567年）に死去し、信忠の子息である信頼が幼少であったため、信康や米倉丹後守が名代となり補佐した。一方、信康は天正3年（1575年）5月21日の長篠の戦いにおいて戦死している。『甲乱記』によれば、天正10年（1582年）3月の織田・徳川連合軍の武田領侵攻に際して「甘利左衛門尉」が武田家から離反しており、これが信頼にあたるとも考えられている。その後の信頼の動向は不明。
虎泰の娘には、『系図纂要』『甲陽軍鑑』によれば安中景繁後室、坂西左衛門室がいる。『保科御事歴』によれば、保科正則室としているが、これは世代的問題から否定されている。

## 登場作品
小説
- 岩井 三四二『二千人返せ』(光文社『難儀でござる』収録)

テレビドラマ
- 風林火山（2007年、演：竜雷太）
- 武田信玄（1988年、演：本郷功次郎）
- 天と地と（1969年、演：甘利備前守 - 中村伸郎）

舞台
- 歳が暮れ・るYO 明治座大合戦祭（2018年12月28日 - 2018年12月31日、演：滝口幸広）